# Вінницька обласна організація Національної спілки художників України
Вінницька обласна організація художників України (ВООНСХУ) — творча громадська організація професійних українських художників і мистецтвознавців на Вінниччині, структурний підрозділ Національної спілки художників України.

## Історія
Створена 22 квітня 1976 р.

Цьому передував процес концентрації у Вінниці мистецьких творчих сил. З 1950 року в місті оселився професійний графік Михайло Кирилов. У 1955 році до міста приїхали випускники Київського художнього інституту — Олексій Сидоров, Віктор Пирогов та Володимир Бугай, у 1963 р. за направленням на роботу — Ігор Синєпольський, Анатолій Непорожній, Володимир Ольшанський, Михайло Смирнов. З появою дипломованих фахівців у побудованому Будинку художника розквітла творча і виставкова діяльність. У 1963 р. було створено філію кооперативної мережі «Коопхудожник». З припиненням того ж року Республіканського товариства художників у Вінниці створено підрозділ Художнього фонду України — Вінницькі художньо-виробничі майстерні. Завдяки тодішньому організатору мистецького життя у місті Олексію Сидорову на Вінниччину переїжджають художники-спілчани — подружжя Анатолій та Ірина Довженки з Рівного, Володимир Смаровоз та Володимир Лавренов з Молдови, Зоя Кудіш з Петриківки.

Відтак 1976 р. створюється організація. Першим її обранцем стає Валерій Вакалюк. 1977 року до Вінниці приїздить потужний десант молодих випускників художніх вишів СРСР, що дозволяє зміцнити фахові секції — живопису, скульптури й графіки і утворити нові — декоративно-прикладного мистецтва, монументалістики. Спілчани разом з колективом художньо-виробничих майстерень змінюють естетичний вигляд міста, оформлюючи Палац одружень, заклади громадського харчування, навчальні заклади, кіноконцертні зали, лікарні та санаторії, культові споруди, музеї та інші об'єкти. Їхні роботи поширюються на Вінниччині, зокрема — у Могилеві-Подільському, Шаргороді, Хмільнику, Дяківцях, с. Порик.

Поступово розгалужується виставкова робота. З утворенням Дитячої художньої школи у Вінниці (1960) і Вінницького обласного художнього музею (1987), появою вже у роки незалежності України у місті приватних художніх галерей і виставкових залів, розширенням мережі художніх та скульптурних пленерів (санаторій «Авангард» в Немирові, Історико-культурний заповідник «Буша» та ін.), реконструкцією у 2016 р. Виставкового залу ВООНСХУ творче життя, пов'язане з образотворчим мистецтвом на Вінниччині, набуло усталеності і збалансованості.

За час існування організації четверо митців — Аркадій Сорока, Михайло Чорний, Володимир Оврах, Михайло Довгань отримали звання «Народний художник України», понад півтора десятка спілчан — «Заслужений художник України» та інші почесні звання.

З початку 2000-х і до сьогодні за підтримки обласної влади розвинулась видавнича справа щодо популяризації творчості вінницьких художників. Видано понад дюжину тематичних і жанрових альбомів репродукцій, кілька десятків авторських альбомів у серії «Митці Вінниччини». Матеріали про художників постійно друкуються у журналі «Вінницький край», часописі «Вінницький альбом» та інших виданнях.

У 2023 році одразу 28 нових членів поповнили лави Вінницької спілки, 2024 року — ще 41.

## Голови ВООНСХУ
- Сидоров Олексій Євдокимович (1976—1986);
- Синєпольський Ігор Іванович (1986—1991);
- Непорожній Анатолій Кузьмович (1991—1997);
- Гринюк Леонтій Назарович (1997—2014);
- Назаренко Олександр Олександрович (2014—2016);
- Каспрук Віталій Кононович (з квітня 2016 р.)[3]

## Члени спілки
1. Абрамов Віктор Прокопович (1940—2016)
2. Александрой Вікторія Валеріївна (з 2024)
3. Альошкін Олексій Михайлович
4. Бабій Михайло Васильович
5. Багнюк Надія Михайлівна
6. Байбеков Вільдан Умарович (виїхав до Москви)
7. Бартко Сергій Володимирович (з 2023)
8. Бердиш Микола Миколайович (з 2023)
9. Бердиш Михайло Миколайович (з 2023)
10. Берекеля Андрій Сергійович (з 2024)
11. Білаш Світлана Олексіївна
12. Бондар Микола Олександрович (1942—2024)
13. Бондар Людмила Василівна (з 2023)
14. Бурдейний Анатолій Павлович
15. Вакалюк Валерій Анатолійович (1947—2021)
16. Василевська Ольга Анатоліївна (з 2024)
17. Васкевич Анатолій Мар'янович
18. Васкяліте Валентина Іонівна (з 2023)
19. Висоцька Оксана Володимирівна (з 2024)
20. Власійчук Дмитро (з 2024)
21. Ворчинський Олександр (з 2024)
22. Вусик Наталія Вікторівна (з 2021)
23. Гордієць Марія Анатоліївна (з 2024)
24. Горобчук Іван Іванович
25. Городинська Оксана Василівна (з 2023)
26. Гринюк Леонтій Назарович
27. Гринюк Марія Леонтіївна
28. Грицина Віктор Степанович (з 2023)
29. Грищук Іван Петрович
30. Громов Михайло (з 2024)
31. Гуменний Володимир Дмитрович (з 2024)
32. Гуляєва-Смагло Наталія (з 2024)
33. Данилів Ярослав Ярославович (виїхав до Дрогобича)
34. Державицька Єлізавета (з 2024)
35. Дзюрбей Ольга Олександрівна (з 2024)
36. Дідевич Юлія Валеріївна (з 2023)
37. Довбощук Олег Карпович
38. Довгань Михайло Васильович
39. Довгань Олег Михайлович
40. Довгань Сергій Михайлович
41. Довженко Анатолій Іванович (1932—1991)
42. Довженко Ірина Павлівна (1937—2007)
43. Дяченко Юрій Олександрович
44. Жілінскайте Христина Казимирівна
45. Жижко (Дідух) Наталія Олександрівна (з 2023, виїхала до Києва)
46. Журунова Тетяна Георгіївна
47. Загородній Микола (з 2024)
48. Задворний Анатолій Павлович (з 2023)
49. Зелінський Володимир Анатолійович
50. Зорик Георгій Іванович
51. Зузяк Тетяна Петрівна
52. Іванов Анатолій Олександрович (з 2023)
53. Івлієв Валентин Іванович (1948—2022)
54. Ільченко Оксана (з 2024)
55. Каліннік Тетяна Миколаївна (з 2024)
56. Касевіч Степан Данилович (1946—2021)
57. Каспрук Віталій Кононович
58. Кафарський Юрій Дамазійович
59. Кізімов Юрій Іванович (1946—2024)
60. Кізімова Олена Геннадіївна
61. Кирилов Михайло Антонович (1908—1992)
62. Клементьєв Юрій Леонідович (1961—2016)
63. Книжник Олена Михайлівна (з 2024)
64. Ковальчук Олександр Михайлович (1962—2011)
65. Козюра Олена (з 2024)
66. Колтановська Валентина Василівна
67. Коренкова Анжела Геннадіївна (з 2024)
68. Косінська Олена Миколаївна (з 2023)
69. Костенко Андрій Володимирович (з 2024)
70. Кочерган Сергій Вікторович (1947—2024)
71. Кочубинська Тамара (з 2024)
72. Кравченко Ірина Георгіївна
73. Кравчик Петро Якович (1947—1997)
74. Красюков Олег Вікторович (з 2024)
75. Кращенко Юлія Василівна (з 2024)
76. Кривий Олександр Васильович (1948—2003)
77. Крюк Ольга Сергіївна (з 2019)
78. Кудіш Зоя Валентинівна (1925—1998)
79. Кудлаєнко Дмитро Нестерович (1948—2020)
80. Куленко Яків Михайлович
81. Кулик Ігор Петрович (з 2024)
82. Куліш Тетяна Анатоліївна (з 2024)
83. Купчишин Володимир Маркович
84. Лабун Інна Юріївна (з 2023)
85. Лавренюк Наталія Іллівна (з 2024)
86. Лебедєва Лілія Георгіївна
87. Левицький Павло Олександрович (1926—2000)
88. Лесніченко Альона Василівна
89. Литвин Любов Григорівна (з 2023)
90. Литвин Олександр Миколайович
91. Лошак Михайло Цальович (1918—2000)
92. Лукашенко Микола Федорович (з 2023)
93. Луценко Наталія Іванівна (з 2023)
94. Ляшков Анатолій Якович (1923—2015)
95. Майструк Ігор Анатолійович
96. Матієнко Валентина Іванівна (з 2023)
97. Матущак Віталій Володимирович (з 2023)
98. Мельник Георгій Іванович
99. Михайлюк Володимир Данилович (з 2024)
100. Михальчук Микола Леонідович
101. Мігрін Михайло Михайлович
102. Мороз Петро Микитович (1925—2013)
103. Мостицька Тетяна Пахомівна (1949—2023)
104. Нагорна Ольга (з 2024)
105. Назаренко Олександр Григорович (1926—2014)
106. Назаренко Олександр Олександрович
107. Непорожній Анатолій Кузьмович (1937—2003)
108. Нечай-Сорока Світлана Аркадіївна
109. Нечипорук Микола Іванович
110. Ніколаєва Вікторія (з 2024)
111. Оврах Володимир Михайлович
112. Оврах Тамара Євгенівна
113. Оврах Роман Володимирович
114. Оврах Андрій Володимирович
115. Оренчак Василь (з 2024)
116. Павлюк Аркадій Григорович (1925—2019)
117. Пастух Леонід Федорович (1939—2020)
118. Пелешко Олександр Петрович (з 2017)
119. Пилипенко Георгій Федорович
120. Пилипчук Володимир Терентійович (з 2023)
121. Пипа Петро Васильович (з 2023)
122. Пирогов Віктор Володимирович (1923—1993)
123. Пірняк Олеся Олександрівна (з 2023)
124. Площанський Михайло Васильович (1948—2022)
125. Попенко Ірина Костянтинівна
126. Попенко Олександр Савович
127. Поплінська Тетяна Олександрівна (з 2024)
128. Постернак В'ячеслав Костянтинович
129. Присяжна Юлія Вікторівна
130. Разанцева Олена (з 2024)
131. Риженко-Янковий Анатолій Олексійович (з 2024)
132. Рижий Василь Степанович (з 2024)
133. Рожков Олександр Анатолійович
134. Ромчик Євген Володимирович
135. Рубіш Василь Васильович (виїхав до Мукачева)
136. Салтан Людмила Михайлівна (2021)
137. Самойлюк Олексій Миколайович (з 2024)
138. Сандула Валерій Миколайович
139. Сидоров Олексій Євдокимович (1924—2001)
140. Сидорук Борис Іванович (виїхав до Ізраїлю)
141. Синєпольський Ігор Іванович (1938—2021)
142. Сілагін Василь Анатолійович (з 2024)
143. Скрипник Станіслав Володимирович (з 2023)
144. Слізь Сергій (з 2024)
145. Слободянюк Василь Іванович
146. Слубський Володимир Тихонович (з 2023)
147. Смаровоз Володимир Іванович (1924—2008)
148. Смаровоз Олеся Володимирівна
149. Соболь Людмила Іванівна
150. Солдатов Геннадій Васильович (1946—2021)
151. Сорока Аркадій Васильович (1921—2010)
152. Сорочинська Людмила Валентинівна
153. Стукан Віктор (з 2024)
154. Ступніков Олександр Михайлович (1939—2018)
155. Телець Світлана Борисівна (з 2023)
156. Титаренко Володимир Васильович (з 2017)
157. Титарчук Леонід Васильович (1939—2014)
158. Тишецький Валентин Антонович
159. Ткачук Анатолій Карпович (з 2023)
160. Ткачук Сергій Петрович (з 2023)
161. Трохимчук Василь Степанович (з 2023)
162. Ущаповський Федір (з 2024)
163. Цибуля Ольга (з 2024)
164. Циснецький Олександр Антонович (1937—2007)
165. Чекіна Галина Ігорівна
166. Чекіна Юрій Іванович (з 2024)
167. Чижик Марія Дмитрівна (з 2024)
168. Чорний Михайло Никифорович (1931—2020)
169. Чорна-Мельникова Мілена Михайлівна
170. Чулко Микола Федорович (1947—2014)
171. Чумакова Лариса Василівна (з 2024)
172. Шведа Тетяна Іванівна (з 2023)
173. Шевченко Анатолій Семенович
174. Шинін Олександр Степанович
175. Шостак-Орлова Ірина Едуардівна
176. Шпак Василь Пилипович (1948—2014)
177. Шпаковський Віктор Миколайович (1947—2004)
178. Якорева Наталія Анатоліївна
179. Янголь Олексій Григорович (1943—2009)
180. Ященко Ігор Петрович (1948—2021)

## Галерея
|                                                                   |
| Меморіальна дошка Смаровозу В. І. на Будинку художників у Вінниці |

|                                                                |
| Меморіальна дошка Сороці А. В. на Будинку художників у Вінниці |

|                                                                                           |
| Меморіальна дошка Сидорову О. Є. на будинку № 38 по вулиці Архітектора Артинова у Вінниці |